# Ictericia
La ictericia es la coloración amarillenta de la piel, la esclerótica y mucosas debida a un aumento de la bilirrubina (valores normales de 0,3 a 1 mg/dL —miligramos por decilitro—) que se acumula en los tejidos, sobre todo aquellos con mayor número de fibras elásticas (paladar, conjuntiva). La ictericia en adultos es típicamente una señal que indica la presencia de enfermedades subyacentes relacionadas con un metabolismo anormal del hemo, disfunción del hígado u obstrucción del tracto biliar. La prevalencia de la ictericia en adultos es rara, en tanto que es común en recién nacidos, estimándose que hasta un 80 % son afectados por ella durante la primera semana de vida. Los síntomas más comúnmente asociados de ictericia son prurito, heces de color pálido y orina de color oscuro.
Se hace clínicamente evidente cuando la bilirrubina es mayor de 2,5 mg/dL. Este aumento puede ser a expensas de la fracción no conjugada o «indirecta» de la bilirrubina (BI); esta es liposoluble y no se filtra por el riñón, por lo que no aparece coluria. Cuando el aumento es a expensas de la bilirrubina conjugada o «directa» (BD), al ser esta hidrosoluble, se filtra por el riñón, apareciendo coluria. Puede haber aumentos de ambas fracciones y se habla entonces de hiperbilirrubinemia mixta. La bilirrubina no conjugada es la relacionada con la ictericia prehepática y no hay coluria ni acolia, mientras que la bilirrubina conjugada está relacionada con la ictericia hepática y posthepática.
Las causas de la ictericia varían de las relativamente benignas hasta las potencialmente letales. Una bilirrubina no conjugada alta puede deberse a una ruptura excesiva de glóbulos rojos, hematomas grandes, condiciones genéticas como el síndrome de Gilbert, al ayuno prolongado, a la ictericia neonatal o a problemas de tiroides. Una bilirrubina conjugada alta puede deberse a enfermedades hepáticas como la cirrosis o la hepatitis, infecciones, medicamentos, o bloqueo de la vía biliar, debida a factores que incluyen cálculos biliares, cáncer o pancreatitis. Otras condiciones pueden causar también un tono de piel amarillento sin ser ictericia, entre ellos la carotenemia, que puede desarrollarse a raíz de una dieta que incluye gran cantidad de alimentos con contenido de caroteno, o medicamentos tales como la rifampicina.
El tratamiento de la ictericia se determina típicamente de acuerdo con la causa subyacente. Si existe un bloqueo de la vía biliar, se requiere generalmente de cirugía; de otra forma, el manejo es médico. El manejo médico puede involucrar el tratamiento de causas de las infecciones y la suspensión de medicamentos que puedan contribuir a la ictericia. La ictericia en recién nacidos puede ser tratada con fototerapia o exanguinotransfusión dependiendo de la edad y prematuridad cuando la bilirrubina es mayor a 4–21 mg/dl (68-360 μmol/L). El prurito puede ser tratado con drenado de la vesícula biliar (colecistotomía), ácido ursodesoxicólico, o antagonistas de opioides, tales como la naltrexona.

## Fisiología

Grupo hemo

Estructura de la bilirrubina

La ictericia por sí misma no es una enfermedad, sino un signo clínico externo de un proceso patológico subyacente que ocurre en algún punto de la vía fisiológica normal del metabolismo de la bilirrubina, por lo que para comprender cómo se genera la ictericia es importante conocer el metabolismo de esta sustancia en el organismo.
Cuando los glóbulos rojos han completado su ciclo vital normal (unos 120 días), o cuando están dañados, sus membranas se vuelven frágiles y se rompen con facilidad. A medida que atraviesan los órganos del sistema reticuloendotelial (los ganglios linfáticos y el bazo), los glóbulos rojos frágiles se rompen, y su contenido celular, incluyendo la hemoglobina (la molécula que transporta el oxígeno), se libera en la sangre. Los macrófagos fagocitan la hemoglobina, degradándola en sus componentes: la globina y el grupo hemo. La globina es un fragmento proteico que se degrada en aminoácidos y no tiene ningún efecto en el desarrollo de la ictericia. El grupo hemo sufre dos reacciones:
- Una oxidación catalizada por la enzima microsomal hemo-oxigenasa, produciéndose biliverdina (un pigmento de color verde), hierro y monóxido de carbono.
- Una reducción de la biliverdina por la enzima citosólica biliverdina reductasa en un pigmento tetrapirrólico de color amarillo, la bilirrubina. Cada día se generan aproximadamente 4 mg (miligramos) por kilogramo de bilirrubina.[9]

La mayor parte de la bilirrubina proviene de la ruptura del grupo hemo de los glóbulos rojos degradados como se ha indicado. Sin embargo, aproximadamente el 20 % proviene de otras fuentes de grupos hemo, incluyendo eritropoyesis defectuosa y la ruptura de otras proteínas con grupos hemo, como la mioglobina del tejido muscular y los citocromos.
La bilirrubina, en su forma simple (no conjugada), no es soluble, por lo que en la sangre se asocia a una proteína plasmática: la albúmina sérica, para permitir su transporte hacia el hígado. Una vez allí, la bilirrubina se conjuga con el ácido glucurónico, formando diglucurónido de bilirrubina (o simplemente «bilirrubina conjugada»), para hacerla soluble en agua. Esta reacción es catalizada por la enzima UDP-glucurónido transferasa.
La bilirrubina conjugada se excreta del hígado a través de los conductos biliares y císticos como parte de la bilis. En el colon, las bacterias intestinales deconjugan y reducen la bilirrubina y la convierten en:
- urobilinógeno (20 %), que puede ser reabsorbido por las células intestinales y transportado por la sangre hasta el hígado, donde vuelve a reconjugarse (5 %) para ser excretado de nuevo por la bilis; el resto (15 %) se convierte en urobilina, que se excreta por los riñones: es el pigmento responsable del color de la orina;
- estercobilinas (80 %), que son eliminadas con las heces y son los productos responsables de la coloración de las mismas.

Por otro lado, una parte de la bilirrubina conjugada puede pasar de los hepatocitos al plasma, donde se asocia con la albúmina, pasa a los riñones y se excreta por la orina.

## Causas y tipos de ictericia
Existen tres tipos principales de ictericia: prehepática, hepática y posthepática.
- La ictericia prehepática se debe a la liberación de bilirrubina no conjugada por destrucción de eritrocitos (anemia hemolítica) o por el aumento de bilirrubina libre a causa de bajos niveles de albúmina, su principal transportador (hipoalbuminemia). Algunos ejemplos son la hemólisis debido a esplenomegalia, y la eritropoyesis inefectiva.
- La ictericia hepática se debe a problemas con el árbol biliar dentro del hígado que puede ser por destrucción de los hepatocitos, así como alteraciones del flujo por estos conductos. Algunos ejemplos son la cirrosis hepática, la hepatitis viral aguda, la hepatitis crónica, la enfermedad de Wilson y el síndrome de Gilbert.
- La ictericia posthepática se debe a la obstrucción del colédoco, lo que provoca una disminución de la velocidad de tránsito de la bilirrubina (colestasis) en cualquier punto del árbol biliar, ya sea por un cálculo a nivel de la vesícula biliar o incluso por la compresión originada por un cáncer de cabeza de páncreas. Algunos ejemplos son la coledocolitiasis y el cáncer de cabeza de páncreas.

## Diagnóstico
En general para la identificación de la ictericia se investiga el color de la piel y de la esclerótica de los ojos, aunque puede pasar fácilmente inadvertida bajo la luz artificial, así como las heces y la orina.

### Diagnóstico diferencial
El primer paso para el diagnóstico es establecer si realmente tiene ictericia y no una de las siguientes alteraciones que pueden plantear confusión:
1. La palidez se diferencia con un cuidadoso examen de las escleróticas sirve para diferenciarlas. El paciente que padece anemia perniciosa puede realmente tener ictericia y palidez como consecuencia de la anemia macrocítica y hemólisis. Otros pacientes con anemias hemolíticas pueden también presentar palidez como consecuencia de la anemia; la ictericia se debe a las concentraciones altas de bilirrubinas en el suero.
2. La grasa subconjuntival aparece como manchas o como zonas discontinuas y no está distribuida de forma homogénea. Un examen cuidadoso del piso de la boca, de la piel y de la orina es suficiente para establecer la presencia de ictericia. Aunque en algunos casos puede ser necesario los exámenes de sangre u orina para poder comprobar la presencia de pigmentos biliares.
3. La orina concentrada puede conducir al diagnóstico erróneo de coluria. Es fácil evitar este error; se recoge la orina en un recipiente transparente y se agita hasta que se forme espuma. Si la espuma es blanca, se trata de orina concentrada; la espuma amarilla indica la presencia de pigmentos biliares. Este procedimiento permite además un diagnóstico temprano de la ictericia, especialmente en padecimientos como hepatitis viral aguda, o las lesiones obstructivas que producen ictericia.
4. Pigmentación producida por carotenos u otros pigmentos carotenoides. La ingestión durante mucho tiempo de comida ricas en carotenos u otros pigmentos carotenoides producen una pigmentación amarillo-naranja de la piel, y no es raro que el paciente llegue a consultar al médico creyendo equivocadamente que tiene ictericia. El diagnóstico es fácil, dado que esta pigmentación se localiza en las palmas de las manos y en las plantas de los pies, mientras que la esclerótica y la orina conservan su color normal. Además, el antecedente de los hábitos dietéticos del paciente, con la ingestión de este tipo de alimentos apoya el diagnóstico de carotenemia, el cual se confirma por alta concentración de carotenos en la sangre.
5. Pigmentación producida por atebrina. Algunos medicamentos pueden producir una tonalidad amarilla, pero no ictericia; como la atebrina, empleada para el tratamiento del paludismo, no es raro encontrar pacientes con una pigmentación amarilla generalizada, más intensa en la región dorsal de los brazos, en las manos y en los pies. Sin embargo, las escleróticas no aparecen pigmentadas y resulta fácil establecer la causa de la pigmentación, interrogando al paciente acerca del uso de este medicamento.
6. La ingestión de ácido pícrico, fluoresceína y acriflavina también puede producir una pigmentación seudoicterica de la piel.

### Pruebas complementarias
Ictericia prehepática
Si se realiza un perfil hepático, no se ven alteradas las enzimas indicadoras de daño hepático. Por lo tanto, los niveles de transaminasas ALT (citoplasmático) y AST (mitocondrial) estarán normales, al igual que los niveles de fosfatasa alcalina.
En pacientes que cursan con ictericia prehepática, la bilirrubina no es conjugada, se muestra en su forma indirecta o no soluble, lo que hace que no pueda ser excretada por el riñón, no habiendo coluria.
Ictericia hepática
Los niveles de ALT y AST estarán elevados pero no así la fosfatasa alcalina, esta última solo podría verse elevada si producto de una inflamación de hepatocitos ocurre una obstrucción de la vía biliar, provocando una colestasis (la fosfatasa alcalina no es exclusiva para indicar que hay colestasis, también se ve alterada en otros procesos patológicos no relacionados con la ictericia, por ejemplo, óseos).
La orina en estos pacientes se torna de un color oscuro, similar al del café o al de las bebidas cola (coluria) y en estos casos, al igual que en la orina roja producto de la hemoglobina, el riñón también estará en riesgo de fallar. También es posible que las heces del paciente se decoloren (acolia).

## Imágenes adicionales

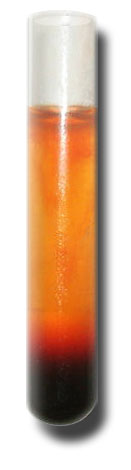
"Suero ictérico" (amarillo debido a su tenor de bilirrubina).
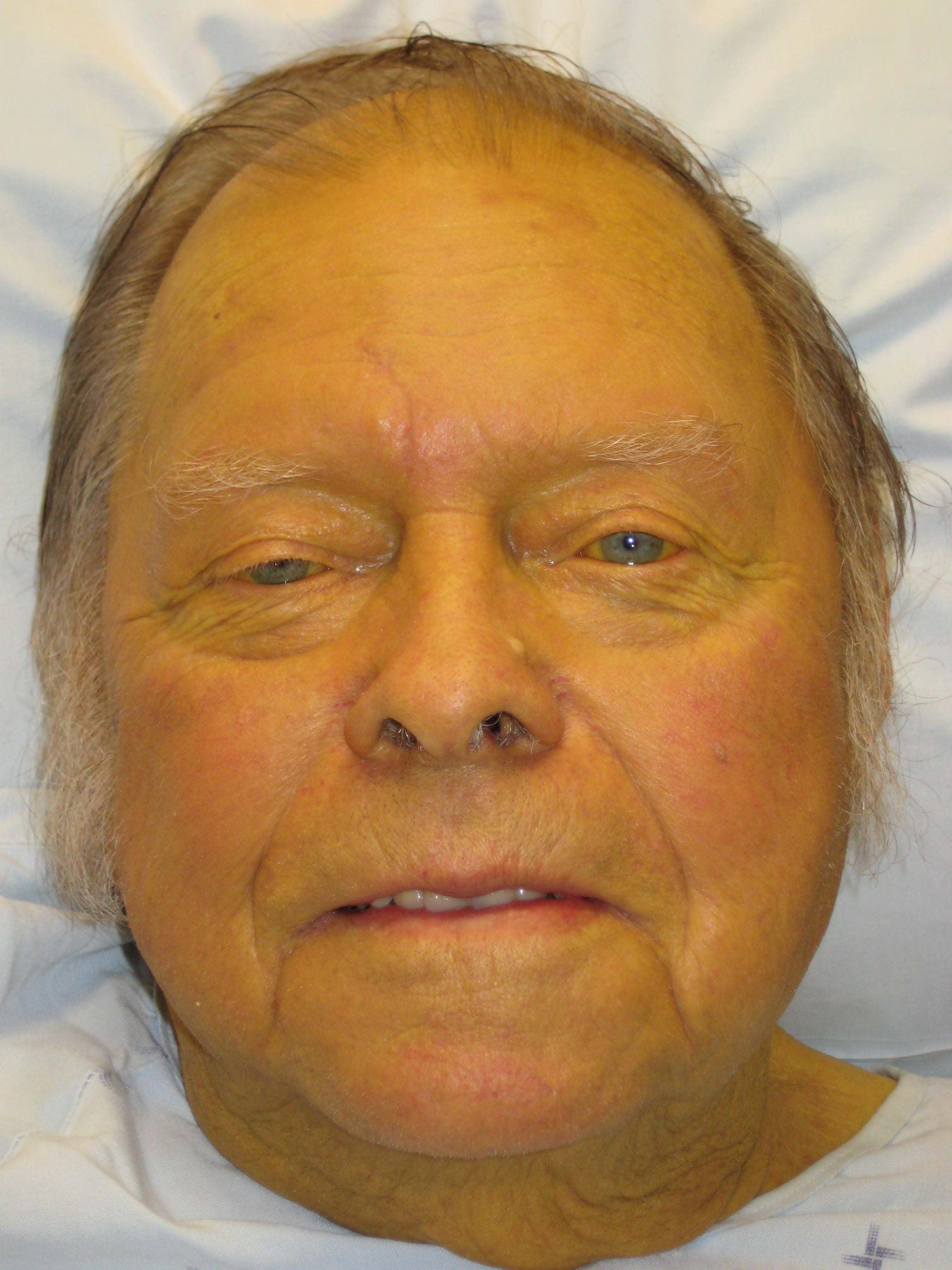
Ictericia de la piel en la insuficiencia hepática.
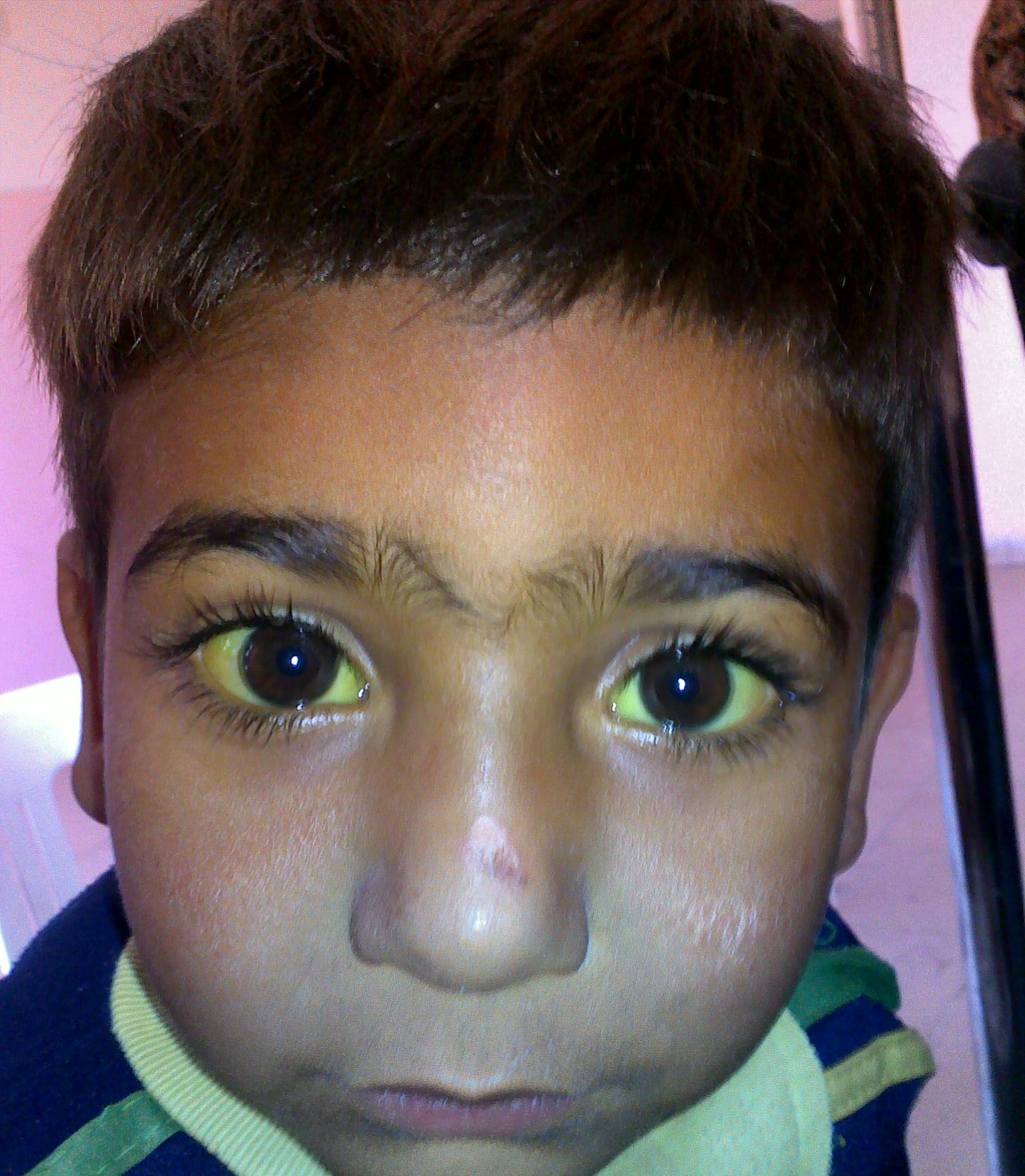
Niño de 4 años con escleróticas ictéricas (amarillentas) debido a una anemia hemolítica.